# 釧路市
釧路市（日语：／ Kushiro shi */?）是位於日本北海道東部的城市。當地曾因漁業、工業發達而成為北海道境內人口僅次於札幌市、旭川市與函館市的第四大都市及最大道東城市。近年因人口下降嚴重，已下降為第六，而最大道東城市則易主給帶廣市。日本中央政府、北海道廳和日本銀行在此設有負責道東區域的分支機關，而越南和密克罗尼西亚联邦亦在此設立名譽領事館。
釧路市在面積上為北海道內面積第三大的市町村，次於北見市和足寄町。主要市區位於東南部沿海的平原區域，市區附近有日本最大的濕地釧路濕地、釧路濕原國立公園和阿寒摩周國立公園。位於釧路川河口的釧路港是北海道最大的穀物進出口港，是日本國際穀物類散裝貨物戰略港灣，也是北海道東部最大的國際物流中心。釧路港自19世紀末就是北海道東部包括十勝地方、鄂霍次克地方的主要港口，帶廣市、北見市等道東的內陸城市九成的出口貨物，甚至北海道的43%地區的生活物資都需要依賴釧路港。

## 地理
該市由於每年夏季由南方上來的暖空氣與北方下來的冷空氣在釧路交會，使得此地特別容易起霧，因而獲得「霧城」的暱稱。釧路市內除了釧路川、阿寒川流經之外，還有阿寒湖和春採湖。 合併前的釧路市因為位於平地，所以幾乎沒有山，但2005年合併後多了圍繞白糠町的西側飛地。該市西北部包括阿寒地區的雄阿寒岳等山岳地帶；東北部與釧路濕原國立公園相鄰，住宅鱗次櫛比，一直延伸到釧路濕原的邊界。
| 釧路（1971年 - 2000年）   | 釧路（1971年 - 2000年） | 釧路（1971年 - 2000年） | 釧路（1971年 - 2000年） | 釧路（1971年 - 2000年） | 釧路（1971年 - 2000年） | 釧路（1971年 - 2000年） | 釧路（1971年 - 2000年） | 釧路（1971年 - 2000年） | 釧路（1971年 - 2000年） | 釧路（1971年 - 2000年） | 釧路（1971年 - 2000年） | 釧路（1971年 - 2000年） | 釧路（1971年 - 2000年） |
| 月份                      | 1月                     | 2月                     | 3月                     | 4月                     | 5月                     | 6月                     | 7月                     | 8月                     | 9月                     | 10月                    | 11月                    | 12月                    | 全年                    |
| ------------------------- | ----------------------- | ----------------------- | ----------------------- | ----------------------- | ----------------------- | ----------------------- | ----------------------- | ----------------------- | ----------------------- | ----------------------- | ----------------------- | ----------------------- | ----------------------- |
| 历史最高温 °C（°F）       | 7.6 (45.7)              | 11.0 (51.8)             | 15.9 (60.6)             | 23.5 (74.3)             | 28.0 (82.4)             | 32.4 (90.3)             | 33.5 (92.3)             | 31.1 (88.0)             | 29.6 (85.3)             | 22.9 (73.2)             | 18.7 (65.7)             | 12.4 (54.3)             | 33.5 (92.3)             |
| 平均高温 °C（°F）         | −0.9 (30.4)             | −0.8 (30.6)             | 2.4 (36.3)              | 7.4 (45.3)              | 12.4 (54.3)             | 15.1 (59.2)             | 18.8 (65.8)             | 20.9 (69.6)             | 19.0 (66.2)             | 14.5 (58.1)             | 8.5 (47.3)              | 2.4 (36.3)              | 10.0 (50.0)             |
| 平均低温 °C（°F）         | −10.6 (12.9)            | −10.8 (12.6)            | −5.6 (21.9)             | 0.1 (32.2)              | 4.5 (40.1)              | 8.5 (47.3)              | 13.1 (55.6)             | 15.4 (59.7)             | 12.2 (54.0)             | 5.1 (41.2)              | −1.0 (30.2)             | −7.2 (19.0)             | 2.0 (35.6)              |
| 历史最低温 °C（°F）       | −28.3 (−18.9)           | −27.0 (−16.6)           | −24.8 (−12.6)           | −14.1 (6.6)             | −4.6 (23.7)             | −0.4 (31.3)             | 3.3 (37.9)              | 5.4 (41.7)              | −2.2 (28.0)             | −6.9 (19.6)             | −15.2 (4.6)             | −25.7 (−14.3)           | −28.3 (−18.9)           |
| 平均降水量 mm（）         | 44.3 (1.74)             | 29.4 (1.16)             | 58.4 (2.30)             | 78.8 (3.10)             | 113.0 (4.45)            | 106.5 (4.19)            | 115.4 (4.54)            | 123.3 (4.85)            | 153.1 (6.03)            | 106.5 (4.19)            | 71.3 (2.81)             | 45.2 (1.78)             | 1,045.2 (41.15)         |
| 月均日照時數              | 180.1                   | 175.8                   | 223.7                   | 181.1                   | 186.8                   | 131.6                   | 115.9                   | 130.0                   | 150.4                   | 176.7                   | 166.1                   | 168.7                   | 1,986.9                 |
| 来源：気象庁 気象統計情報 |                         |                         |                         |                         |                         |                         |                         |                         |                         |                         |                         |                         |                         |

## 人口
| 釧路市人口分布圖 |                                               |  |
| 釧路市與日本全國年齡別人口分布比較圖 （2005年資料） | 釧路市的年齡、男女別人口分布圖 （2005年資料） |  |
| ■紫色是釧路市 ■綠色是全国 | ■藍色是男性 ■紅色是女性                       |  |
| 釧路市人口變化 \| 1970年 \| 204,793人 \| \| \| 1975年 \| 219,180人 \| \| \| 1980年 \| 227,234人 \| \| \| 1985年 \| 226,097人 \| \| \| 1990年 \| 216,423人 \| \| \| 1995年 \| 209,680人 \| \| \| 2000年 \| 201,566人 \| \| \| 2005年 \| 190,478人 \| \| \| 2010年 \| 181,206人 \| \| \| 2015年 \| 174,742人 \| \| \| 2020年 \| 165,077人 \| \| |                                               |  |
| 資料來源：日本總務省統計中心提供之人口普查數據 |                                               |  |
| 1970年 | 204,793人                                     |  |
| 1975年 | 219,180人                                     |  |
| 1980年 | 227,234人                                     |  |
| 1985年 | 226,097人                                     |  |
| 1990年 | 216,423人                                     |  |
| 1995年 | 209,680人                                     |  |
| 2000年 | 201,566人                                     |  |
| 2005年 | 190,478人                                     |  |
| 2010年 | 181,206人                                     |  |
| 2015年 | 174,742人                                     |  |
| 2020年 | 165,077人                                     |  |

## 歷史
在日本的歷史紀錄中，最早在17世紀時松前藩曾在此設立。（Kusuri）的發音後來也就成為「釧路」（Kushiro） ，這名稱一般認為源自阿伊努語，但其來源有多種說法，包括：
1. 「kus-ru/ci-kus-ru」（通過的道路）
2. 「kus-pet」（通過的河川）
3. 「kusuri」（藥、溫泉）
4. 「kut-caro」（湖口）
5. 「kus-sir」（河流對面的山）

1869年，本地的地名正式由改稱為「釧路」隨著前來開墾的人變多，1880年設置戶長役場。1900年原本的米町、真砂町、浦見町、幣舞町、洲崎町、釧路村、桂戀村合併並實施北海道町村制成為釧路町；當時釧路町的範圍以現在的釧路市市區為主，還包括位於釧路市東側現在同樣名為釧路町的西半部區域。
1920年，當時的釧路町市區區域改設為釧路區，而東北部區域分出獨立設置為釧路村；釧路區又在1922年改制為現在的釧路市，而東北部分新設立的釧路村後來在與周邊行政區劃整併後，於1980年升格成為現在的釧路町。1923年，位於釧路市區西北側的鳥取村（現在的釧路市鳥取地區）也實施北海道町町村制，並於1943年升格改制為鳥取町。二次大戰期間，釧路市市區曾在1945年7月14日遭受美軍空襲，造成192人死亡，市中心被大火焚毀。
1949年鳥取町及白糠村（現在的白糠町）的部份區域被併入釧路市。2000年日本政府開始推動平成大合併，最初曾先後以「釧路市、釧路町」合併案、「釧路市、釧路町、阿寒町、鶴居村、白糠町、音別町」合併案、「釧路市、阿寒町、白糠町、音別町」合併案進行討論，但最終在2005年僅釧路市、阿寒町、音別町三個行政區劃參與合併，合併後成為重新設立的「釧路市」，也由於白糠町最後未加入合併，使得位於最西部的音別地區成為釧路市的飛地。

## 產業
由於釧路市是道東地區的主要城市，市內主要產業為服務業，在釧路的沿岸地區有造紙工廠、食品加工廠、化學工廠，使得釧路市也成為道東少見的工業城市。此外，釧路港是北海道最大的漁港，魚貨種類包括鱈魚、秋刀魚、烏賊，整體漁獲量自1990年起曾連續13年為日本第一的港口。但自2000年以來，該港常在在第3名和第12名之間波動，甚至曾將第一名讓給根室港。
釧路市的服務業、批發零售業、房地產業、公共服務業等第三產業佔全市生產毛額的60%以上。截至2017年，該市為日本唯一在坑內開採煤炭的地區。此外，釧路市和白糠町全區被指定為釧路白糠下一代的能源特區，利用夏季涼爽、冬季陽光明媚的氣候進行太陽能發電，是日本最大的太陽能發電廠群之一。

## 交通

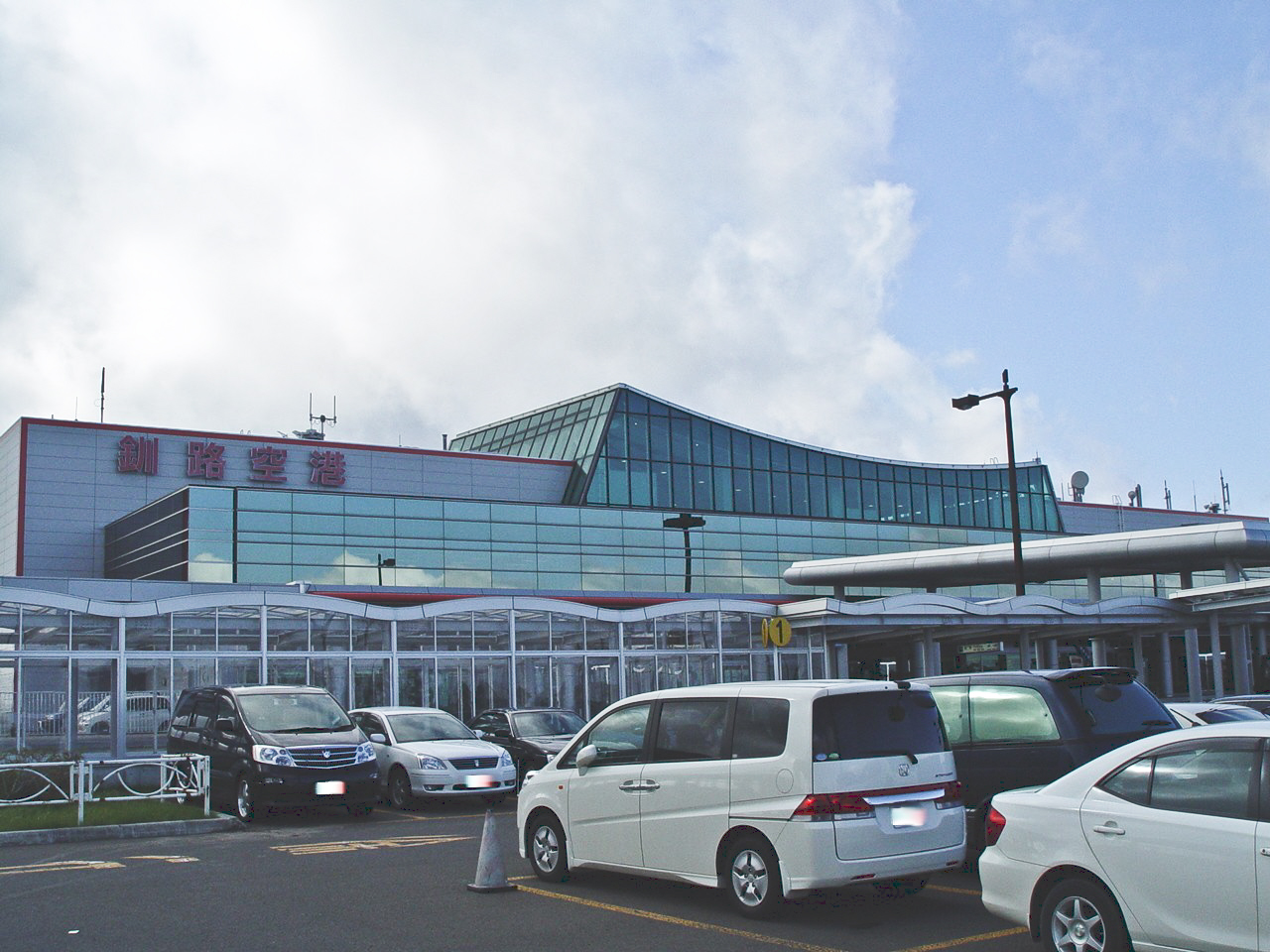
釧路機場

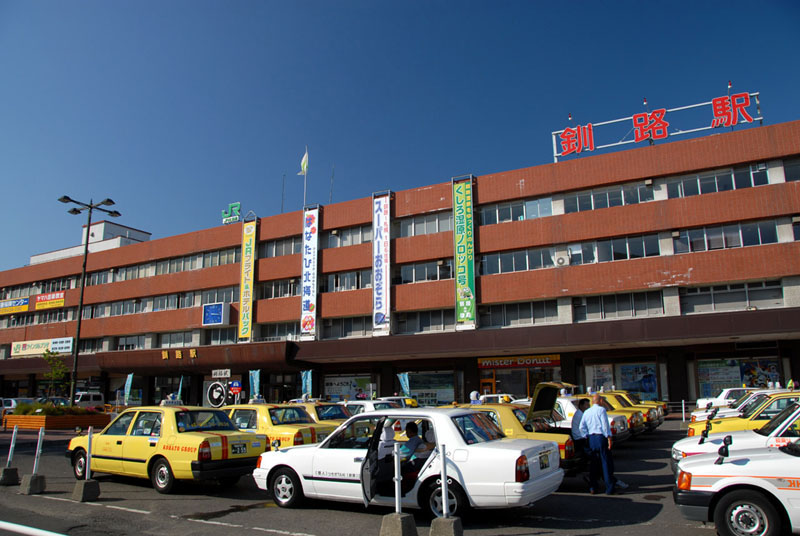
釧路車站

在釧路市市區的西側設有釧路機場，過去曾開設國際航線，但現仍是以日本國內航線為主，有定期航班往返東京國際機場、札幌飛行場、新千歲機場、關西國際機場、中部國際機場、大阪國際機場。
北海道旅客鐵道根室本線沿著海岸以東西向通過轄內，往西可經由十勝地區接往北海道的道央地區，往東則可接往根室地區。位於市區內的釧路車站則是轄內最主要的車站，行駛縱貫北海道東部的釧網本線的列車也以釧路車站為起點，在此往北穿過釧路溼原，一直通往鄂霍次克海沿岸的網走市。
北海道橫斷自動車道根室線規劃以東西向穿過釧路市轄內，目前道東自動車道已自十勝地區通車至市內的阿寒町地區，未來預定將通過釧路市市區北側再往東通往根室地區。1972年起近海郵船曾經營自東京港有明碼頭往返釧路的定期渡輪，單程時間約需31小時，但已在1999年11月停止營運。

### 鐵路
- 北海道旅客鐵道
  - 根室本線：（←浦幌町） - 音別車站 - （白糠町） - 大樂毛車站 - 新大樂毛車站 - 新富士車站 - 釧路車站 - 東釧路車站 - 武佐車站 - （釧路町→）
  - 釧網本線：（←釧路町） - 東釧路車站

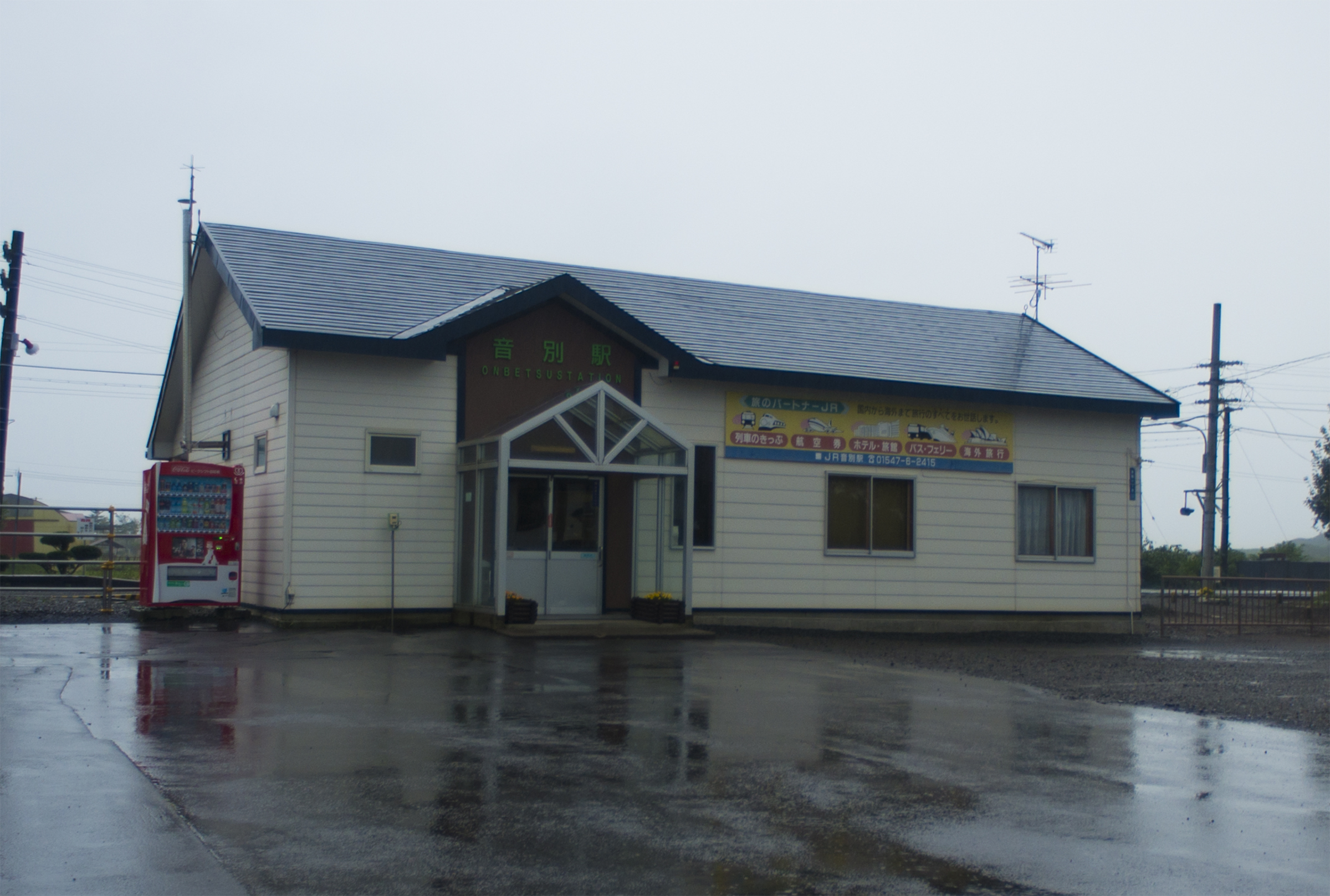
音別車站
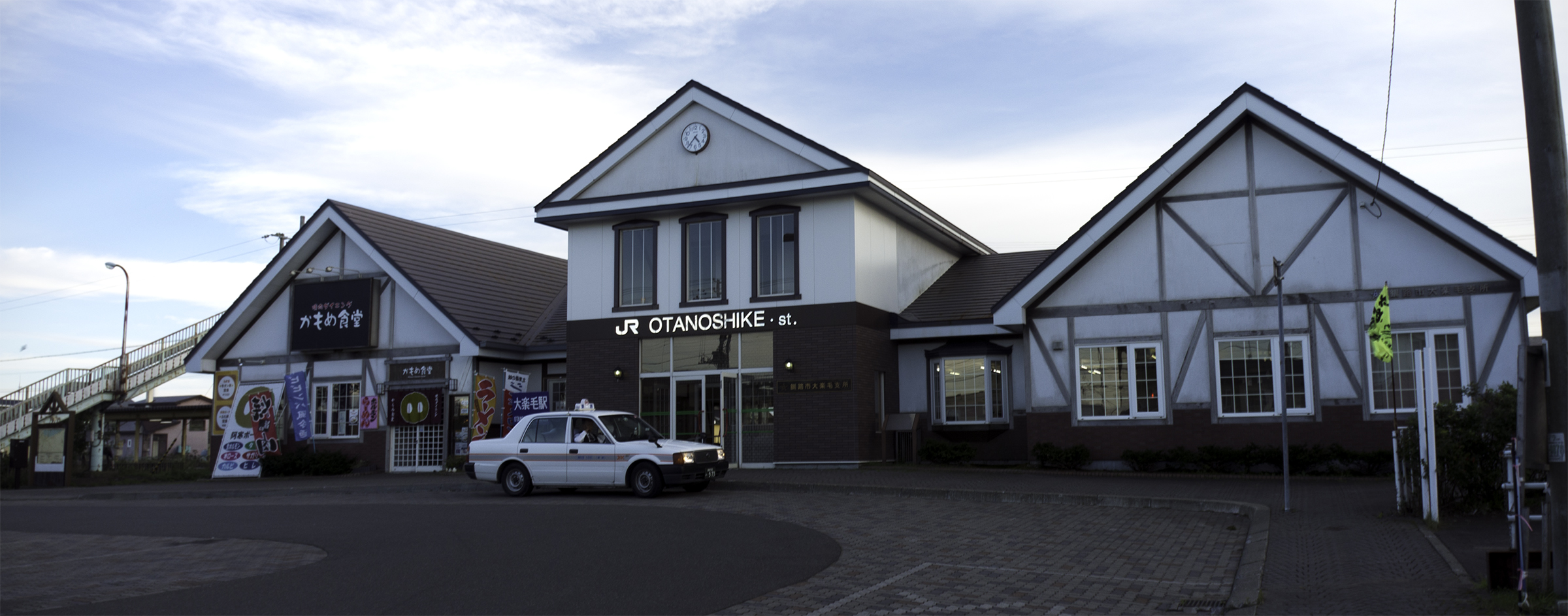
大樂毛車站
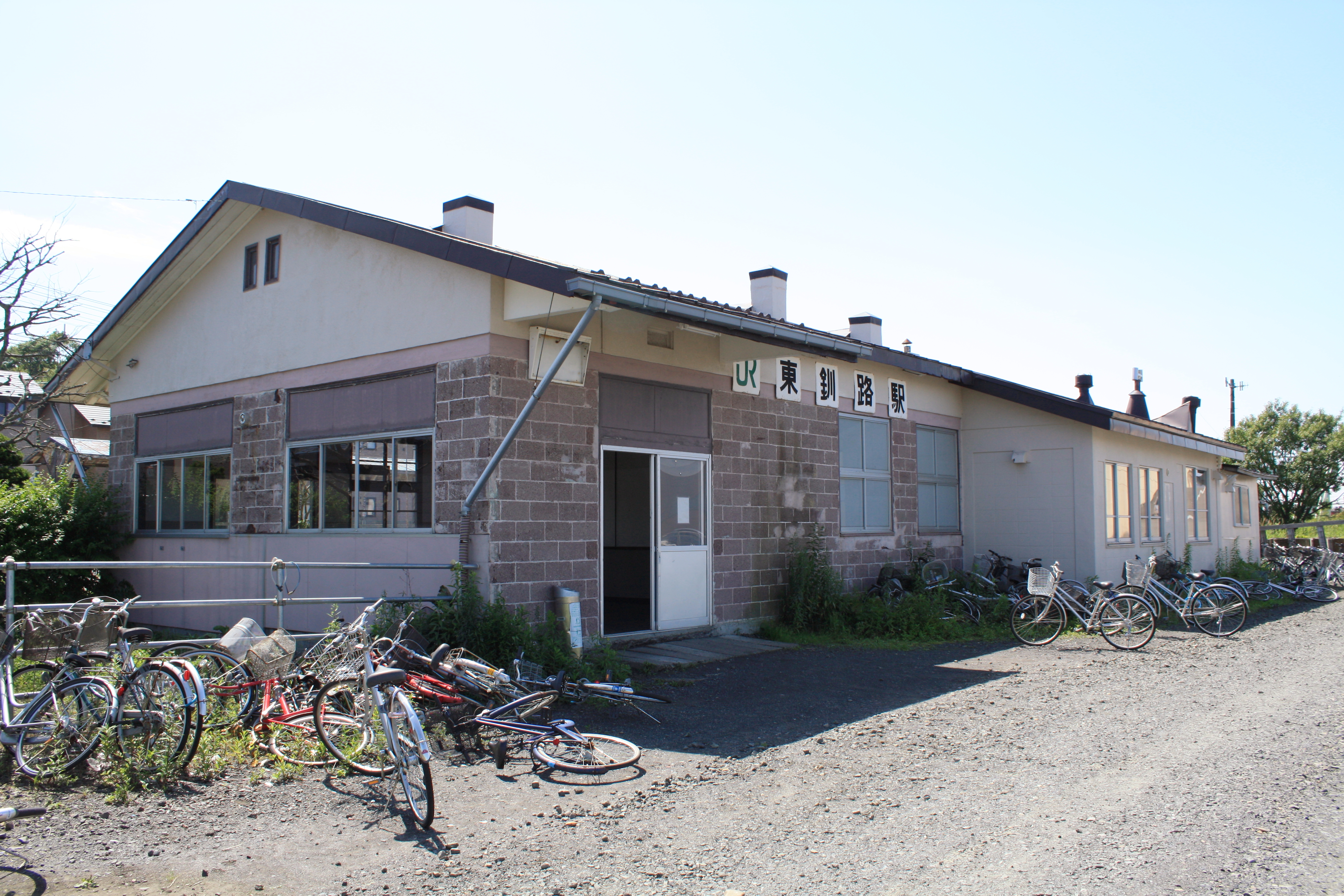
東釧路車站

### 道路
高速道路
- 道東自動車道：（浦幌町） - （釧路市音別町地區） - （白糠町） - 阿寒交流道 - （施工中） - 釧路西交流道
- 釧路外環狀道路：釧路西交流道 - 釧路中央交流道（日语：釧路中央インターチェンジ） - （釧路町）

## 觀光景點

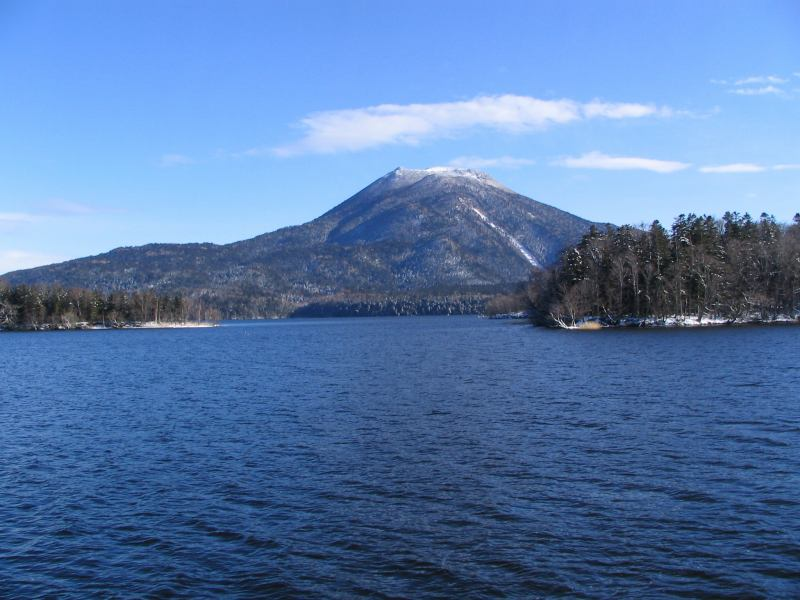
阿寒湖和雄阿寒岳

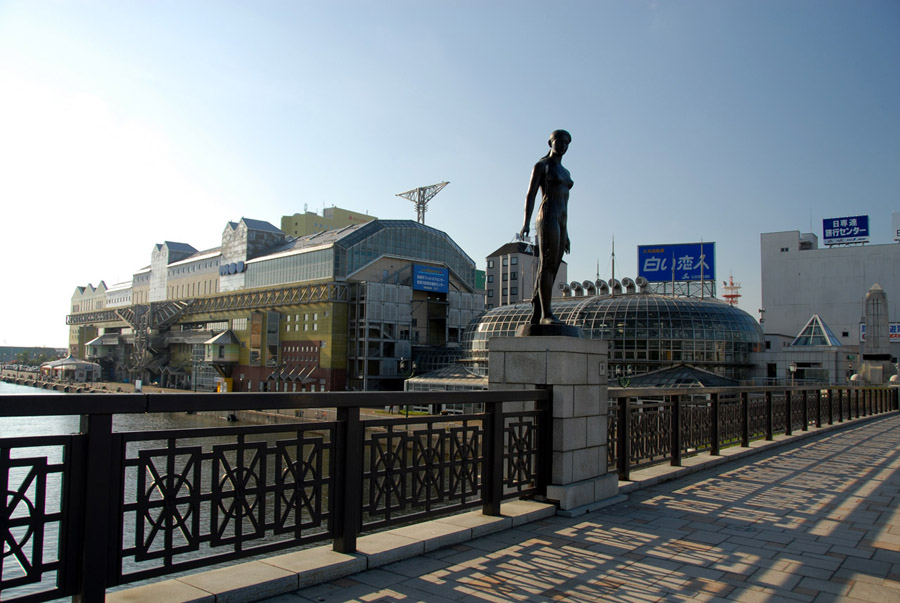
橫跨釧路川的幣舞橋是市區內最有名的景點之一，以橋邊的歐式雕塑而聞名。

釧路市區北境緊鄰著日本最大的濕地—釧路濕原，同時也是丹頂鶴的棲息地，因此每年都有許多來自日本國內外的旅客路經該市至釧路濕原國立公園觀光。而北部阿寒湖周邊屬於阿寒摩周國立公園，當地的阿寒湖溫泉也是道東知名的觀光景點；也由於鄰近釧路濕原國立公園、阿寒摩周國立公園、知床國立公園，每年約有1,000萬觀光客前往釧路，加上有許多場地及旅社可舉辦國際型會議，因此釧路市也致力成為國際會議旅遊城市，釧路已曾召開聯合國環境會議等多次的國際會議。
釧路拉麵是是釧路市最具代表性的拉麵，釧路市區內範圍內最知名的名勝是位於釧路川河口的幣舞橋，一旁有成為當地地標的釧路漁人碼頭MOO；在市區西部也由於丹頂鶴的因素，設有釧路市丹頂鶴自然公園以保護及繁殖丹頂鶴。

## 教育

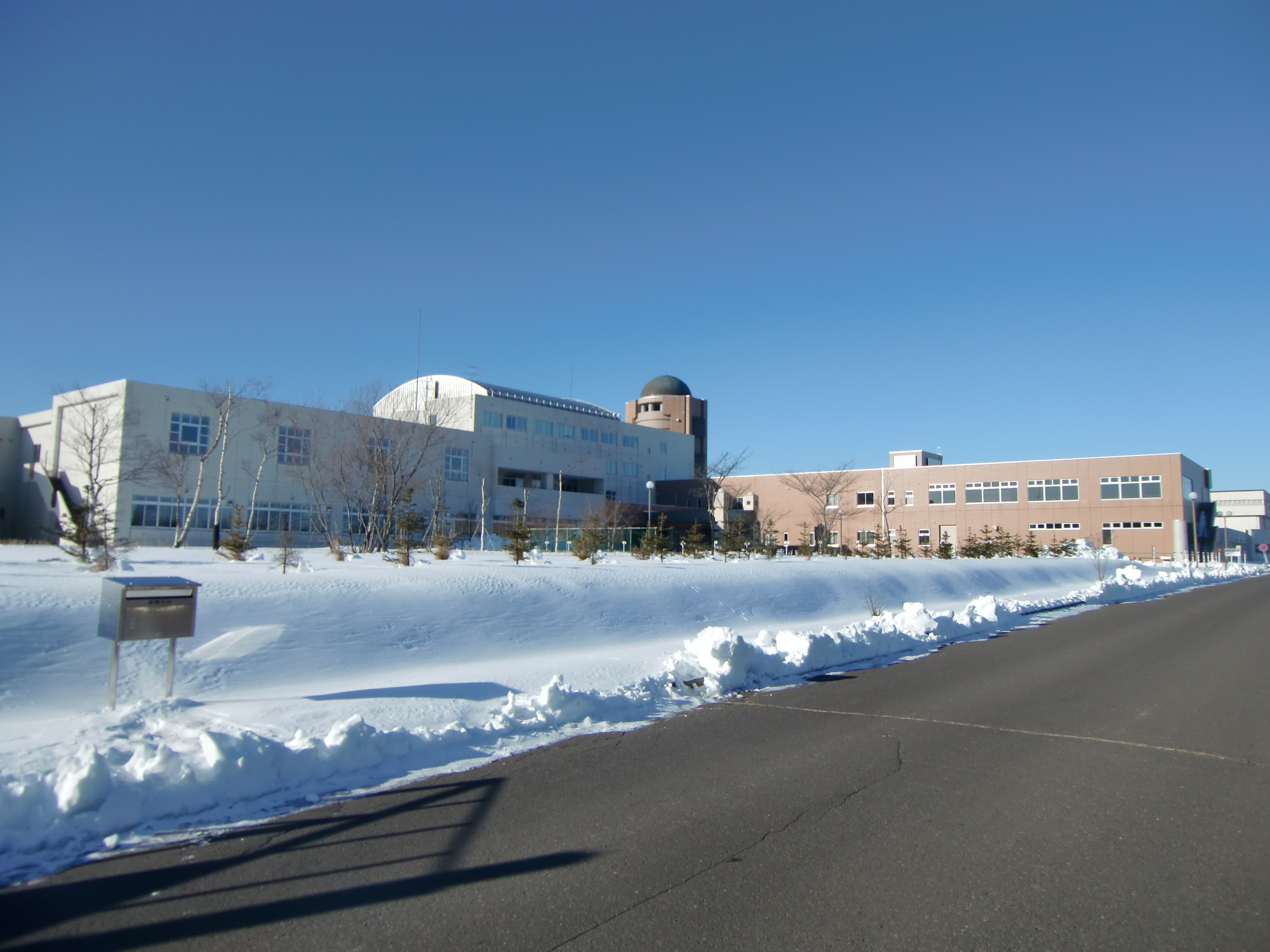
釧路公立大學

轄內的高等教育學校包括：北海道教育大學釧路校、釧路公立大學、钏路短期大学、釧路工業高等專門學校，其中釧路公立大學為1988年釧路支廳轄下的行政區劃（包括：釧路市、釧路町、厚岸町、濱中町、標茶町、弟子屈町、白糠町、鶴居村）共同設立「釧路公立大學事務組合」所成立的公立大學，也是日本第一個以「一部事務組合」形式設立的大學。

## 姊妹、友好都市

### 日本
- 湯澤市（秋田縣），於1963年締結；釧路市有許多來自湯澤市的移民。
- 八千代市（千葉縣），於1982年締結；兩市一樣有青銅像的橋。
- 都留市（山梨縣），於1992年締結；在釧路市活動的西洋畫家市增田誠出身自都留市。
- 鳥取市（鳥取縣），於1963年締結；北海道開墾時期，釧路市的鳥取地區是由來自鳥取的士族所開墾。
- 岡山市（岡山縣），於1980年締結；岡山市的庭園後樂園裡飼養代表釧路地區的丹頂鶴。
- 那賀町（德島縣），於2006年締結；過去是音別町和鷲敷町的友好城市，在合併後繼續簽訂友好協定。
- 出水市（鹿兒島縣），於1989年締結；是白頭鶴的棲息地，和釧路一樣都有野生鶴的棲息。

### 海外
姊妹都市
- 本那比（加拿大 英屬哥倫比亞省）
- 霍尔姆斯克（俄羅斯 薩哈林州），二次大戰前為日本樺太廳真岡郡真岡町

友好都市
- 堪察加的彼得巴甫洛夫斯克（俄羅斯 堪察加州）

姊妹港
- 蘇厄德港（美國 阿拉斯加州）
- 紐奧良港（美國 路易西安納州）

## 本地出身之名人
- 速水和彥：機械學者，曾擔任臺灣總督府交通局鐵道部技師、台北帝國大學教授、國立台灣大學教授、臺北機廠廠房配置規劃設計者。
- 渡邊和郎（日语：渡辺和郎）：業餘天文學者，累積發現超過800個小行星。
- 坂本直行（日语：坂本直行）：畫家，坂本龍馬之親族。
- 安田朗：遊戲開發者、插畫家、人物設計師、漫畫家、原動畫師。
- 伊福部昭：作曲家、編曲家。
- 今敏：動畫導演、動畫師、編劇和漫畫家。
- 五十嵐正邦：漫畫家。
- 小畑友紀：漫畫家。
- 星野之宣：漫畫家。
- 橫山了一：漫畫家。
- 池端玲名：模特兒及藝人。
- 佐藤良諭：播報員。
- 脇田寧人：搞笑藝人。
- 千葉和彥：足球選手。
- 松田紀子：排球選手。
- 明武谷力伸:前大相撲力士

## 外部連結
- （日語） 釧路、阿寒湖觀光官方網站 （页面存档备份，存于）
  - （繁體中文） 釧路、阿寒湖觀光官方網站 （页面存档备份，存于）
  - （简体中文） 釧路、阿寒湖觀光官方網站 （页面存档备份，存于）
- （日語） 釧路市的Facebook專頁
- （日語） 北海道釧路市官方部落格 （页面存档备份，存于）